# Kristen Bell
Kristen Anne Bell (Huntington Woods, Michigan, 1980. július 18. –) amerikai színésznő. 
Leginkább a Mezsgye című horrorból és a Veronica Mars című sorozatból ismert, de szerepelt a Rossz anyák és a Rossz anyák karácsonya című filmekben is. Elnyerte a Satellite Awardot és a Szaturnusz-díjat, valamint jelölték a Television Critics Association Awardra és a Teen Choice Awardra.

## Gyermekkora és családja
Bell a Michigan állambeli Huntington Woodsban (Detroit külvárosában) született és nőtt fel, Tom Bell televíziós rendező és Lorelei Bell gyermekeként. A szülei kétéves korában elváltak és az apja házasságából van két féltestvére: Sara és Jody. Bell az anyjától örökölt egy szembetegséget, a tompalátást, de még gyerekkorában meggyógyították. Négyévesen a Törpilla nevet szerette volna viselni, édesanyja ehelyett azt javasolta neki, hogy használja második keresztnevét, így egészen a középiskoláig mindenki Annie-nek hívta. A Huntington általános iskolába járt, ahol énekelni és táncolni tanult, majd a Shrine katolikus középiskolába, ahol a dráma- és a zeneklubhoz csatlakozott. Olyan iskolai darabokban szerepelt, mint az Óz, a nagy varázsló vagy a Hegedűs a háztetőn. A gimnázium utolsó évében a végzősök szavazatai alapján megválasztották az iskola legszebb lányának.
Bell 17 éves volt, amikor autóbalesetben meghalt a legjobb barátnője, Jenny DeRita.
Az érettségi után Bell New Yorkba ment, és elvégezte a Tisch School of the Arts-t a New York-i Egyetemen.

## Pályafutása
2004-ben Kristennek végre eljött a várva várt siker. A Hallmark legújabb produkciójában a Gracie választása című filmben a főhősnőt, Gracie Thompsont alakította, aki testvérei érdekében harcol anyja ellen. Bell A spártai című mozifilmmel tovább növelte hírnevét, az alkotásban Val Kilmer oldalán tűnt fel. Ugyanebben az évben kapta meg Veronica Mars szerepét, ami meghozta neki az igazi sikert.
2005-ben újabb lehetőséghez jutott a Reefer Madness: The Movie Musical-ben, ahol énekesi tehetségét is megcsillogtathatta. Nem sokkal később egy apró szerephez jutott a The Receipt-ben, majd a Deepwater-ben ismét lehetőséghez jutott.
2006 szintén sikeres volt Bell-nek, a Mezsgye című horrorban tűnt fel. Ezt követően megkapta a Fifty Pillsben a főhős szerepét. A Veronica Mars című sorozatnak, melyben Bell a főszereplő, folyamatosan csökkent a nézettsége, ezért az alkotók törölték a műsorból. Amerikában 2007 májusában vetítették az utolsó részét.
2007-ben felajánlottak neki egy szerepet a Lost című sorozatban, azonban visszautasította, viszont a Hősök című sorozat második évadában feltűnt Elle szerepében. Ebben az évben lett Bell a Gossip Girl – A pletykafészek című sorozat narrátora is.
2008-ban komolyabb szerepet kapott a Forgetting Sarah Marshall-ban, amely sikeresnek bizonyult. A korábban leforgatott Fanboys premierjét szintén ez évre tervezik. Bell 2008-ban fejezte be a When in Rome című Disney romantikus komédia forgatását. Szintén 2008-ban forgatták az Antique és a Serious Moonlight című filmeket, mindkét filmben ő a főszereplő. A 2013-as Jégvarázs című filmben Anna eredeti szinkronhangja.

## Magánélete
Bell öt éven keresztül élt párkapcsolatban Kevin Mann producerrel, aki Bell több filmjének is befektetője, mint a Fifty Pills vagy a Fanboys. 2007-ben Bell és Mann szakítottak. 
2008-ban hozta nyilvánosságra kapcsolatát a szintén színész Dax Shepard-el, akivel 2013 októberében házasságot kötött. Két lányuk született.

## Filmográfia

### Filmek
| Év   | Magyar cím                             | Eredeti cím                        | Szerep             | Magyar hang                                         |
| ---- | -------------------------------------- | ---------------------------------- | ------------------ | --------------------------------------------------- |
| 1998 |                                        | Polish Wedding                     | tinilány           |                                                     |
| 2001 | Pootie Tang                            | Pootie Tang                        | A lemezlovas lánya |                                                     |
| 2002 |                                        | People Are Dead                    | Angela barátja     |                                                     |
| 2003 | Macskák királysága                     | The Cat Returns                    | Hiromi (hang)      |                                                     |
| 2004 | A spártai                              | Spartan                            | Laura Newton lánya | Ruttkay Laura                                       |
| 2005 | Spangli – A mozimusical                | Reefer Madness                     | Mary Lane          |                                                     |
| 2005 | Sötét vizeken                          | Deepwater                          | Laurie nővér       | Solecki Janka                                       |
| 2005 |                                        | The Receipt                        | Csinos lány        |                                                     |
| 2005 |                                        | Last Days of America               | New York-i barát   |                                                     |
| 2006 | Szédült rohanás                        | Fifty Pills                        | Gracie             |                                                     |
| 2006 | Mezsgye                                | Pulse                              | Mattie Webber      | Solecki Janka                                       |
| 2006 | Roman                                  | Roman                              | Isis               |                                                     |
| 2007 |                                        | Flatland: The Movie                | Hex (hang)         |                                                     |
| 2008 | Lepattintva                            | Forgetting Sarah Marshall          | Sarah Marshall     | Zsigmond Tamara                                     |
| 2009 | Rabulejtő szerelem                     | Serious Moonlight                  | Sara               | Vadász Bea                                          |
| 2009 | Fanboys – Rajongók háborúja            | Fanboys                            | Zoe                | Molnár Ilona                                        |
| 2009 | Páros mellékhatás                      | Couples Retreat                    | Cynthia Davis      | Vadász Bea                                          |
| 2009 | Astro Boy                              | Astro Boy                          | Cora               | Csifó Dorina                                        |
| 2010 | Minden kút Rómába vezet                | When in Rome                       | Beth Harper        | Vadász Bea                                          |
| 2010 | Már megint Te?!                        | You again                          | Marni              | Vadász Bea                                          |
| 2010 | Díva                                   | Burlesque                          | Nikki              | Sági Tímea                                          |
| 2010 |                                        | Astro Boy vs. The Junkyard Pirates | Cora (hang)        |                                                     |
| 2010 |                                        | Lost Masterpieces of Pornography   | June Crenshaw      |                                                     |
| 2010 | Felhangolva                            | Get Him to the Greek               | Sarah Marshall     |                                                     |
| 2011 | Sikoly 4.                              | Scream 4.                          | Chloe              | Vadász Bea                                          |
| 2012 | Bízz a szerelemben                     | Stuck in Love                      | Tricia             | Pap Katalin                                         |
| 2012 | Üss vagy fuss!                         | Hit and Run                        | Annie              | Vadász Bea                                          |
| 2012 | Mindenki szereti a bálnákat            | Big Miracle                        | Jill Gerard        | Vadász Bea                                          |
| 2012 | Kockázatos túra                        | Safety Not Guaranteed              | Belinda St. Sing   | Solecki Janka                                       |
| 2012 |                                        | Flatland 2: Sphereland             | Hex (hang)         |                                                     |
| 2013 | Jégvarázs                              | Frozen                             | Anna (hang)        | Vágó Bernadett                                      |
| 2013 | Életmentő                              | Lifeguard                          | Leigh              | Csondor Kata                                        |
| 2013 | Movie 43: Botrányfilm                  | Movie 43                           | Supergirl          | Sipos Eszter Anna                                   |
| 2013 |                                        | Some Girl(s)                       | Bobbi              |                                                     |
| 2014 | Veronica Mars                          | Veronica Mars                      | Veronica Mars      | Molnár Ilona                                        |
| 2015 | Jégvarázs: Party Láz                   | Frozen Fever                       | Anna (hang)        | Vágó Bernadett                                      |
| 2015 | Egység                                 | Unity                              | narrátor           |                                                     |
| 2016 | Zootropolis – Állati nagy balhé        | Zootopia                           | Priscilla (hang)   | Bálizs Anett                                        |
| 2016 | A főnök                                | The Boss                           | Claire Rawlings    | Vadász Bea                                          |
| 2016 | Rossz anyák                            | Bad Moms                           | Kiki               | Vadász Bea                                          |
| 2017 | Bukós szakasz                          | CHiPs                              | Karen Baker        | Vadász Bea                                          |
| 2017 | Hogyan legyél latin szerető            | How to Be a Latin Lover            | Cindy              | Kovács Patrícia                                     |
| 2017 | Rossz anyák karácsonya                 | A Bad Moms Christmas               | Kiki               | Vadász Bea                                          |
| 2017 | Olaf karácsonyi kalandja               | Olaf's Frozen Adventure            | Anna (hang)        | Vágó Bernadett                                      |
| 2017 | A katasztrófaművész                    | The Disaster Artist                | önmaga             | Vadász Bea (1. szinkron) Molnár Ilona (2. szinkron) |
| 2018 | Ralph lezúzza a netet                  | Ralph Breaks the Internet          | Anna (hang)        | Vágó Bernadett                                      |
| 2018 | Tini titánok, harcra fel! – A moziban  | Teen Titans Go! To the Movies      | Jade Wilson (hang) | Böhm Anita                                          |
| 2018 |                                        | Like Father                        | Rachel Hamilton    |                                                     |
| 2018 |                                        | Pandas                             | narrátor           |                                                     |
| 2019 | Jégvarázs 2.                           | Frozen 2                           | Anna (hang)        | Vágó Bernadett                                      |
| 2021 | Kuponkirálynők                         | Queenpins                          | Connie Kaminski    | Vadász Bea                                          |
| 2022 | Emberek, akiket gyűlölünk az esküvőkön | The People We Hate at the Wedding  | Alice              |                                                     |
| 2023 | A Mancs őrjárat: A szuperfilm          | PAW Patrol: The Mighty Movie       | Janet (hang)       | Kokas Piroska                                       |
| 2023 | Volt egyszer egy stúdió                | Once Upon a Studio                 | Anna (hang)        | Vágó Bernadett                                      |

### Televíziós szerepek
| Év              | Magyar cím                                                      | Eredeti cím                                                          | Szerep                                             | Megjegyzések                                |
| --------------- | --------------------------------------------------------------- | -------------------------------------------------------------------- | -------------------------------------------------- | ------------------------------------------- |
| 2003            | The Shield – Kemény zsaruk                                      | The Shield                                                           | Jessica Hintel                                     | 1 epizód                                    |
| 2003            |                                                                 | American Dreams                                                      | Amy Fielding                                       | 1 epizód                                    |
| 2003            |                                                                 | The O'Keefes                                                         | Virginia tulajdonosa                               | 2 epizód                                    |
| 2003            | Holdfényöböl                                                    | The King and Queen of Moonlight Bay                                  | Alison Dodge                                       | tévéfilm magyar hangja Molnár Ilona         |
| 2003            | Everwood                                                        | Everwood                                                             | Stacey Wilson                                      | 1 epizód                                    |
| 2004            | Gracie választása                                               | Gracie's Choice                                                      | Gracie Thompson                                    | tévéfilm magyar hangja Mezei Kitty          |
| 2004            |                                                                 | Deadwood                                                             | Flora Anderson                                     | 1 epizód                                    |
| 2004–2007, 2019 | Veronica Mars                                                   | Veronica Mars                                                        | Veronica Mars                                      | főszereplő magyar hangja Molnár Ilona       |
| 2007–2008       | Hősök                                                           | Heroes                                                               | Elle Bishop                                        | főszereplő magyar hangja Roatis Andrea      |
| 2007–2012       | Gossip Girl – A pletykafészek                                   | Gossip Girl                                                          | Pletykacica                                        | főszereplő magyar hangja Mahó Andrea        |
| 2009            | A Cleveland-show                                                | The Cleveland Show                                                   | Mandy (hang)                                       | 1 epizód                                    |
| 2009–2010       | Partiszerviz színészmódra                                       | Party Down                                                           | Uda Bengt                                          | 2 epizód                                    |
| 2011            |                                                                 | Glenn Martin, DDS                                                    | Hayley (hang)                                      | 1 epizód                                    |
| 2011            | Robotcsirke                                                     | Robot Chicken                                                        | Hermione Granger / Sara Lee (hang)                 | 1 epizód                                    |
| 2012–2016       | Gátlástalanok                                                   | House of Lies                                                        | Jeannie Van Der Hooven                             | főszereplő magyar hangja Kovács Patrícia    |
| 2012            |                                                                 | Unsupervised                                                         | Megan (hang)                                       | 13 epizód                                   |
| 2012            |                                                                 | Lovin' Lakin                                                         | önmaga                                             | 1 epizód                                    |
| 2012–2014       |                                                                 | CMT Music Awards                                                     | önmaga                                             | műsorvezető                                 |
| 2013–2014       | Városfejlesztési osztály                                        | Parks and Recreation                                                 | Ingrid de Forest                                   | 3 epizód                                    |
| 2013            |                                                                 | Hollywood Game Night                                                 | önmaga                                             | 1 epizód                                    |
| 2013            |                                                                 | Lady Gaga and the Muppets Holiday Spectacular                        | önmaga                                             | különkiadás                                 |
| 2015            |                                                                 | 30th Independent Spirit Awards                                       | önmaga                                             | műsorvezető                                 |
| 2015            |                                                                 | Repeat After Me                                                      | önmaga                                             | 1 epizód                                    |
| 2015            | Liv és Maddie                                                   | Liv and Maddie                                                       | önmaga                                             | 1 epizód                                    |
| 2015            |                                                                 | It's Your 50th Christmas, Charlie Brown                              | önmaga                                             | műsorvezető                                 |
| 2015, 2021      | A Simpson család                                                | The Simpsons                                                         | Harper Jambowski (hang) / Marge Simpson (énekhang) | 2 epizód magyar hangja Pálos Zsuzsa (Marge) |
| 2016            | iZombie                                                         | iZombie                                                              | önmaga                                             | 1 epizód                                    |
| 2016            | Jégvarázs: Északi fény                                          | LEGO Frozen Northern Lights                                          | Anna (hang)                                        | különkiadás magyar hangja Vágó Bernadett    |
| 2016–2020       | A Jó Hely                                                       | The Good Place                                                       | Eleanor Shellstrop                                 | főszereplő                                  |
| 2017            |                                                                 | Nobodies                                                             | önmaga                                             | 1 epizód                                    |
| 2017            |                                                                 | Jimmy Kimmel Live!                                                   | önmaga                                             | műsorvezető                                 |
| 2017            | BoJack Horseman                                                 | BoJack Horseman                                                      | Ruthie (hang)                                      | 1 epizód                                    |
| 2017            | Family Guy                                                      | Family Guy                                                           | Martha (hang)                                      | 1 epizód                                    |
| 2017, 2019–2020 |                                                                 | Encore!                                                              | önmaga                                             | műsorvezető                                 |
| 2017–2018       | Hormonokkal túlfűtve                                            | Big Mouth                                                            | különböző karakter (hang)                          | 4 epizód                                    |
| 2018            | 24. Screen Actors Guild-gála                                    | 24th Screen Actors Guild Awards                                      | önmaga                                             | műsorvezető                                 |
| 2018            |                                                                 | The Ellen DeGeneres Show                                             | önmaga                                             | műsorvezető                                 |
| 2018            |                                                                 | The Joel McHale Show with Joel McHale                                | önmaga                                             | 1 epizód                                    |
| 2019            | John Oliver-show az elmúlt hét híreiről                         | Last Week Tonight with John Oliver                                   | önmaga                                             | 1 epizód                                    |
| 2020            |                                                                 | #KidsTogether: The Nickelodeon Town Hall                             | önmaga                                             | műsor                                       |
| 2020            | Messze hívó szó: A Jégvarázs 2. születése                       | Into the Unknown: Making Frozen 2                                    | önmaga                                             | 6 epizód                                    |
| 2020, 2022      |                                                                 | Central Park                                                         | Molly Tillerman / Abby (hang)                      | főszereplő                                  |
| 2021–2023       | Gossip Girl – Az új pletykafészek                               | Gossip Girl                                                          | Pletykacica                                        | főszereplő magyar hangja Mahó Andrea        |
| 2021            |                                                                 | HouseBroken                                                          | Juliet (hang)                                      | 1 epizód                                    |
| 2022            | Nő a házban szemben az utca másik oldalán a lánnyal az ablakban | The Woman in the House Across the Street from the Girl in the Window | Anna Whitaker                                      | főszereplő magyar hangja Vadász Bea         |
| 2022            | Pöttöm Séf show                                                 | The Tiny Chef Show                                                   | önmaga                                             | 3 epizód magyar hangja Vadász Bea           |
| 2022            |                                                                 | Norman Lear: 100 Years of Music & Laughter                           | önmaga                                             | különkiadás                                 |
| 2022            | Zootropolis+                                                    | Zootopia+                                                            | Priscilla (hang)                                   | 1 epizód magyar hangja Bálizs Anett         |
| 2023            | A StoryBotok válaszolnak                                        | StoryBots: Answer Time                                               | Ms. Cafeteria Worker Lady                          | 1 epizód                                    |
| 2024–           | Bármit, csak ezt ne                                             | Nobody Wants This                                                    | Joanne                                             | - főszereplő - magyar hangja: - Vadász Bea  |